# Velká skála (přírodní rezervace, okres Třebíč)
Velká skála je skalnatý levý břeh v zákrutech řeky Jihlavy, ležící z větší části na území obce Lhánice (okres Třebíč, Kraj Vysočina) a východní částí též na katastru obce Biskoupky (okres Brno-venkov, Jihomoravský kraj). Přírodní rezervace leží v nadmořské výšce 239–376 metrů a spravuje ji Krajský úřad Jihomoravského kraje a Krajský úřad Kraje Vysočina. Nachází se v přírodním parku Střední Pojihlaví
Důvodem ochrany je zachování a ochrana zbytků reliktních borů, teplomilných doubrav a doprovodných xerotermních společenstev, prudce se střídajících se společenstvy stinných skalních roklí. V území je bohatý výskyt vzácných i chráněných druhů rostlin a živočichů. Území bylo zařazeno do regionálního biocentra č. 228 Údolí Jihlavy a je součástí nadregionálního biokoridoru.

## Přírodní bohatství
Zachované populace bažanky vejčité (Mercurialis ovata), dvouřadce pozdního (Cleistogenes serotina), řeřišničníku skalního (Cardaminopsis petraea), sleziníku hadcového (Asplenium cuneifolium), páchníka hnědého (Osmoderma barnabita), ještěrky zelené (Lacerta viridis).